# Hostinné
Hostinné (niem. Arnau) − miasto w Czechach, w kraju kralovohradeckim. Według danych z 31 grudnia 2003 powierzchnia miasta wynosiła 806 ha, a liczba jego mieszkańców 4 795 osób.

## Demografia
| Rok             | 1970  | 1980  | 1991  | 2001  | 2003  |
| --------------- | ----- | ----- | ----- | ----- | ----- |
| Liczba ludności | 4 229 | 5 016 | 5 181 | 4 886 | 4 795 |

Źródło: Czeski Urząd Statystyczny